# Pancovia harmsiana
Pancovia harmsiana är en kinesträdsväxtart som beskrevs av Ernest Friedrich Gilg. Pancovia harmsiana ingår i släktet Pancovia och familjen kinesträdsväxter. Inga underarter finns listade i Catalogue of Life.